# Strijkkwartet nr. 4 (Dvořák)
Het Strijkkwartet nr. 4 in e klein  is een compositie van de Tsjechische componist Antonin Dvořák. Hij schreef het werk vermoedelijk rond 1870.

## Ontstaan
Dit werk is het laatste van de drie strijkkwartetten uit deze tijd die Dvořák als mislukt beschouwde en (geheel of gedeeltelijk) vernietigde. Alle drie de kwartetten konden (mede) aan de hand van de bij toeval teruggevonden afzonderlijke partijen worden gereconstrueerd. Van het laatste kwartet in deze reeks is het tweede deel niet vernietigd. Van de overige delen zijn ook hier alleen de afzonderlijke partijen bewaard gebleven. Een van deze partijen is gedateerd december 1870.
Het langzame tweede deel heeft Dvořák (in omgewerkte vorm) als intermezzo in zijn strijkkwintet, opus 77 overgenomen maar er later weer uit verwijderd. Hij heeft het voor nog twee andere bezettingen gebruikt, namelijk voor strijkorkest en voor viool en piano, beide versies getiteld “Nocturne in B” (opus 40; B47 en B48a).
Ook bij dit strijkkwartet geldt het probleem dat de lange, tot trage climaxen opstuwende, lijnen - die Dvořák onder invloed van Richard Wagner schreef - bij kamermuziek minder effect hebben, temeer omdat het geheel “attacca” gespeeld moet worden, dus zonder pauzes. Dvořák volgde hierin Liszt. Verder zijn ook harmonieën uit Wagners Tristan aanwijsbaar.
Het andante" is gebouwd op een orgelpunt van zestig maten oftewel van ongeveer negen minuten (het langste in de muziekgeschiedenis?). Het hoofdthema van het "andante" wordt in het eerste deel "kort na het begin en aan het einde al kort aangeduid en komt ook voor het einde nog even terug in het derde deel. Dit thema is daardoor een bindend element in dit strijkkwartet.

## Delen
1. Assai con moto ed energico
2. Andante religioso
3. Allegro con brio

## Betekenis
Dvořák's vierde strijkkwartet werd pas in 1968 gepubliceerd. Het is te vinden in integraalopnamen van het Stamitz Quartet en het Prager Streichquartett.
nr. 1 A · nr. 2 B · nr. 3 D · nr. 4 e · nr. 5 f · nr. 6 a · nr. 7 a · nr. 8 E · nr. 9 d · nr. 10 Es · nr. 11 C · nr. 12 F (Amerikaans) · nr. 13 G · nr. 14 As · Cipressen